# Double Live Gonzo!
Albums de Ted Nugent
Cat Scratch Fever
(1977) Weekend Warriors
(1978)
Singles
1. Yank Me, Crank Me
Sortie : 1978

Double Live Gonzo! est le premier album enregistré en public de Ted Nugent. Il est sorti en janvier 1978 sur le label CBS Records / Epic Records et a été produit par Lew Futterman & Tom Werman.

## Historique
Cet album a été enregistré en partie lors de la tournée américaine de 1976 à San Antonio, Dallas et Springfield et lors de la tournée américaine de 1977 à Nashville, Seattle, San Antonio et Abilene.
S'il ne contient aucun titre de l'album Free-For-All, deux titres inédits (Yank Me, Crank Me et Gonzo) font ici leur première apparition. L'album contient aussi deux titres (Hibernation et Great White Buffalo) qui datent du temps où Ted Nugent faisait encore partie des Amboy Dukes. La chanson Yank Me, Crank Me sera choisie comme unique single de l'album et se classa à la 58e place du Hot 100 américain.
Il se classa à la 13e place du Billboard 200 américain et sera certifié triple album de platine aux États-Unis. Il entra aussi dans les charts britanniques (#47) et suédois (#24) et canadiens (#11).
A la fin de la tournée 1977, Rob Grange et Derek St.Holmes, lassés par le manque de reconnaissance de leur leader, quitteront le groupe pour former St Paradise.

## Liste des titres
- Tous les titres sont signés par Ted Nugent sauf indication.

Face 1
| No | Titre                                                | Auteur           | Date et lieu d'enregistrement                          | Durée |
| -- | ---------------------------------------------------- | ---------------- | ------------------------------------------------------ | ----- |
| 1. | Just What the Doctor Ordered (de l'album Ted Nugent) |                  | Juillet 1977, Municipal Auditorium, Nashville, TN      | 5:13  |
| 2. | Yank Me, Crank Me (titre inédit)                     |                  | 5 novembre 1977, Taylor County Coliseum, Abilene, TX   | 4:11  |
| 3. | Gonzo (titre inédit)                                 |                  | 6 novembre 1977, Joe Freeman Coliseum, San Antonio, TX | 3:50  |
| 4. | Baby, Please Don't Go (de l'album The Amboy Dukes)   | Big Joe Williams | 5 novembre 1977, Taylor County Coliseum, Abilene, TX   | 5:22  |

Face 2
| No | Titre                                               | Auteur | Date et lieu d'enregistrement                    | Durée |
| -- | --------------------------------------------------- | ------ | ------------------------------------------------ | ----- |
| 1. | Great White Buffalo (de l'album Tooth, Fang & Claw) |        | Juillet 1976, Dallas, TX                         | 5:39  |
| 2. | Hibernation (de l'album Tooth, Fang & Claw)         |        | Juillet 1976, Convention Center, San Antonio, TX | 14:05 |

Face 3
| No | Titre                                 | Auteur | Date et lieu d'enregistrement                      | Durée |
| -- | ------------------------------------- | ------ | -------------------------------------------------- | ----- |
| 1. | Stormtroopin' (de l'album Ted Nugent) |        | 31 août 1977, Seattle Center Coliseum, Seattle, WA | 9:28  |
| 2. | Strangelhold (de l'album Ted Nugent)  |        | Juin 1976, Civic Center, Springfield, MA           | 10:36 |

Face 4
| No | Titre                                                   | Auteur | Date et lieu d'enregistrement                     | Durée |
| -- | ------------------------------------------------------- | ------ | ------------------------------------------------- | ----- |
| 1. | Wang Dang Sweet Poontang (de l'album Cat Scratch Fever) |        | Juillet 1977, Municipal Auditorium, Nashville, TN | 5:23  |
| 2. | Cat Scratch Fever (de l'album Cat Scratch Fever)        |        | Juillet 1977, Municipal Auditorium, Nashville, TN | 4:02  |
| 3. | Motor City Madhouse (de l'album Ted Nugent)             |        | juillet 1976, Dallas, TX                          | 10:23 |

## Musiciens
- Ted Nugent: guitare solo, chant
- Derek St. Holmes: guitare rythmique, chant
- Rob Grange: basse
- Cliff Davies: batterie, percussions

## Charts et certifications
Charts album
| Pays        | Durée du classement | Meilleur classement | Date            |
| ----------- | ------------------- | ------------------- | --------------- |
| Canada      | 16 semaines         | 11e                 | 22 avril 1978   |
| États-Unis  | 22 semaines         | 13e                 | 15 avril 1978   |
| Royaume-Uni | 3 semaines          | 47e                 | 18 mars 1978    |
| Suède       | 2 semaines          | 24e                 | 24 février 1978 |

Certifications
| Pays       | Certification | Ventes      | Date          |
| ---------- | ------------- | ----------- | ------------- |
| Canada     | Or            | 50 000 +    | 1er juin 1978 |
| États-Unis | 3 × Platine   | 3 000 000 + | 7 avril 1999  |

Chart single
| Single            | Chart   | Durée du classement | Position | Date          |
| ----------------- | ------- | ------------------- | -------- | ------------- |
| Yank Me, Crank Me | Hot 100 | 7 semaines          | 58e      | 22 avril 1978 |